# NGC 3409
NGC 3409 é uma galáxia espiral (Sc) localizada na direcção da constelação de Hydra. Possui uma declinação de -17° 02' 41" e uma ascensão recta de 10 horas, 50 minutos e 20,2 segundos.
A galáxia NGC 3409 foi descoberta em 1886 por Frank Leavenworth.